# Puerto Castilla
Puerto Castilla es un municipio de España perteneciente a la provincia de Ávila, en la comunidad autónoma de Castilla y León. Se encuentra en la comarca del Alto Tormes, entre las sierras del Tremedal y de la Nava, a menos de 5 km del puerto de Tornavacas. Forma parte del partido judicial de Piedrahíta. En 2017 contaba con una población de 114 habitantes.

## Geografía

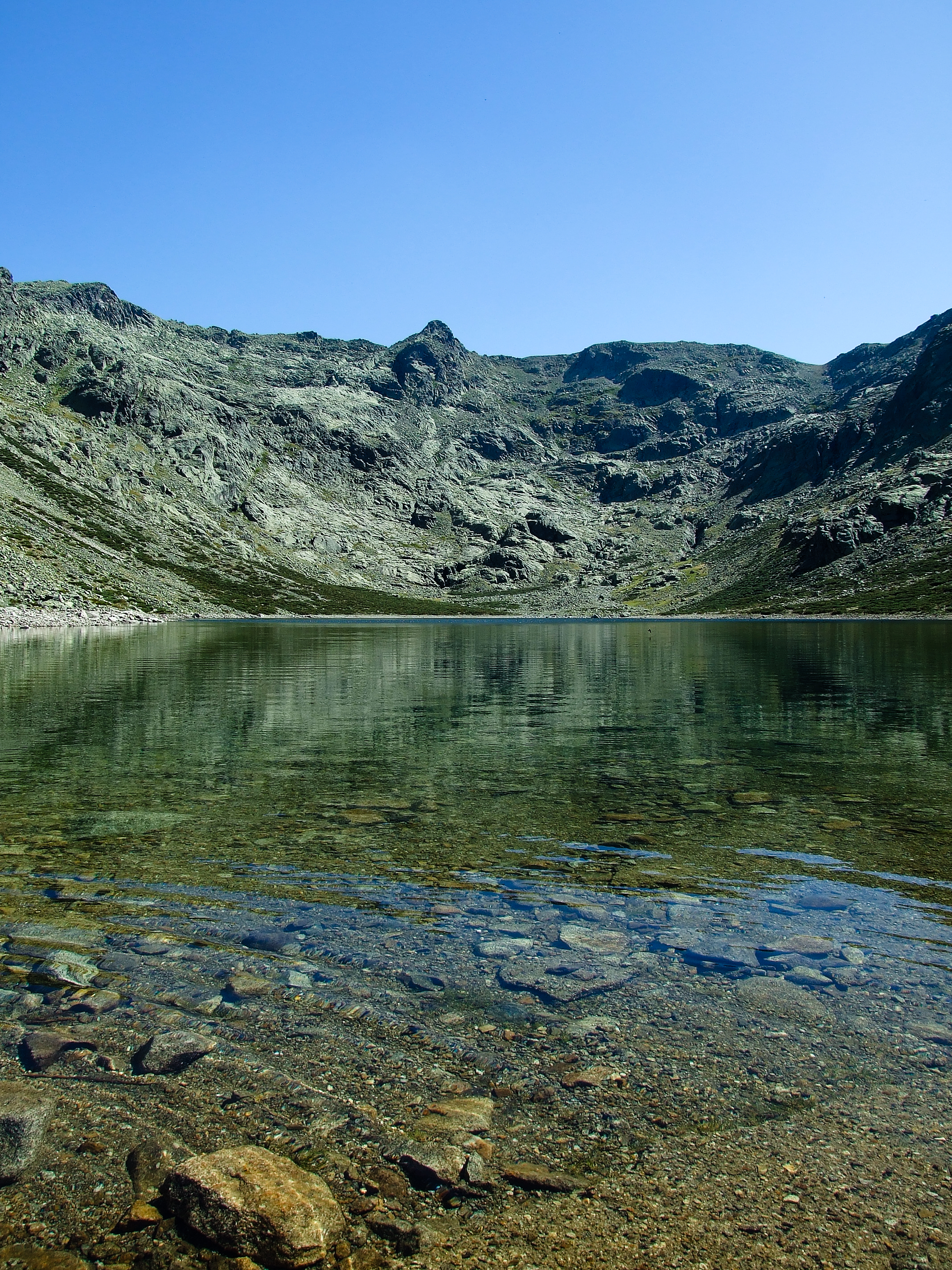
La Laguna del Barco está situada dentro del término municipal

El municipio, integrado en la comarca de El Barco de Ávila-Piedrahíta, subcomarca de Alto Tormes, se sitúa a 98 kilómetros de la capital provincial. El término municipal está atravesado por la carretera N-110 entre los puntos kilométricos 347 y 352.
Forma parte del parque regional de la Sierra de Gredos. El relieve del municipio es predominantemente montañoso, además de contar con el valle del río Aravalle. La altitud oscila entre los 2395 metros al sur (pico Covacha), en plena sierra de Gredos, y los 1110 metros a orillas del río Aravalle. El pueblo se alza a una altitud de 1171 m s. n. m.
La laguna del Barco, de origen glaciar, está situada dentro del municipio. El puerto de Tornavacas (1274 metros) marca el límite con Extremadura. 

### Municipios limítrofes
| Noroeste: Solana de Ávila                     | Norte: Solana de Ávila                                 | Noreste: Solana de Ávila y Gil García   |
| Oeste: Solana de Ávila y Tornavacas (Cáceres) |                                                        | Este: Gil García                        |
| Suroeste: Tornavacas (Cáceres)                | Sur: Tornavacas (Cáceres) y Losar de la Vera (Cáceres) | Sureste: Navalonguilla y Nava del Barco |

## Demografía
Puerto Castilla cuenta con una población de 98 habitantes (INE 2024).
| Gráfica de evolución demográfica de Puerto Castilla entre 1842 y 2021 |
| |
| Población de derecho según los censos de población del INE. Población de hecho según los censos de población del INE.En este censo se denominaba Casas del Puerto: 1842. En estos censos se denominaba Casas del Puerto de Tornavacas: 1857, 1860, 1877, 1887, 1897, 1900, 1910, 1920 y 1930. Entre el censo de 1857 y el anterior, crece el término del municipio porque incorpora a Santiago de Aravalle. |

## Comunicaciones
La población se encuentra en la carretera nacional N-110, que la atraviesa y la comunica con El Barco de Ávila (15 km), Piedrahíta (36 km), Ávila (101 km) y Plasencia (55 km) entre otros.
Servicio diario de transporte con CEVESA en la línea Madrid-Plasencia-Madrid. Igualmente existe el sistema de "transporte a la carta" entre Puerto Castilla y El Barco de Ávila.

## Política
Entre 1995 y 2023 el regidor de la localidad fue Juan Manuel López Gutiérrez, quien recibió la Medalla de Plata de la provincia por haber superado los 25 años de trayectoria como alcalde. Falleció estando en el cargo en enero de 2023.

## Cultura

### Patrimonio

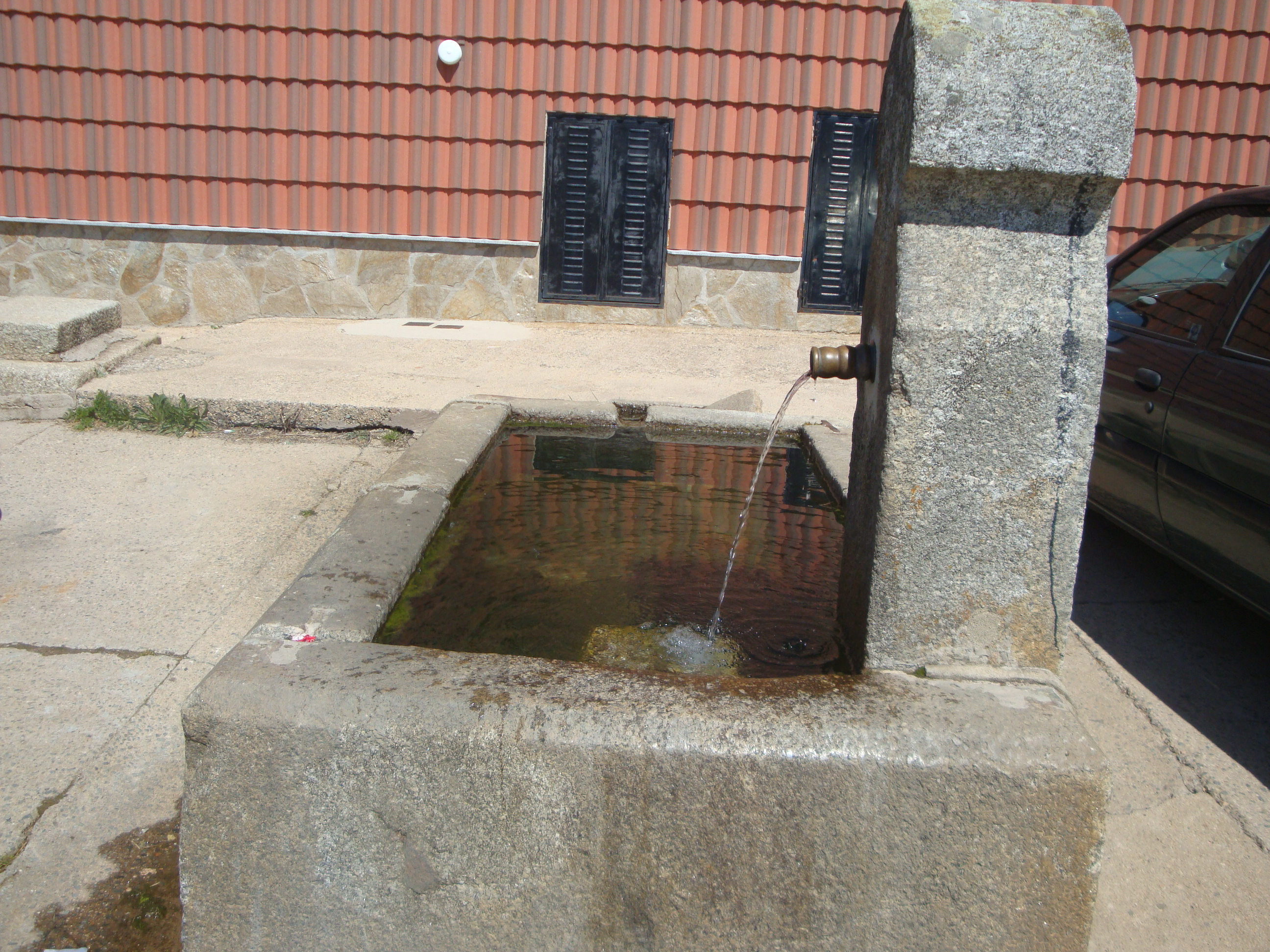
Fuente con bebedero para vacas y caballerías en Puerto Castilla

- Iglesia de Santiago de Aravalle. Siglo XV.
- Iglesia de Puerto de Castilla.

### Fiestas
- Fiestas de verano, el 20 de agosto.
- Nuestra Señora de Visitación, el 8 de septiembre, en honor a la Virgen.
- Feria de San Miguel, el 29 de septiembre.

Fiestas en Santiago de Aravalle
- Santiago Apóstol, el 25 de julio.